# 서울독일학교
서울독일학교(독일어: Deutsche Schule Seoul International)는 서울특별시 용산구에 있는 독일계 외국인학교이다. 

## 연혁
- 1976년 : 개교

## 과정
- 유치원 과정
- 초등학교 과정
- 중등학교 과정
- 고등학교 과정

## 같이 보기
- 독일의 교육